# 镜宫

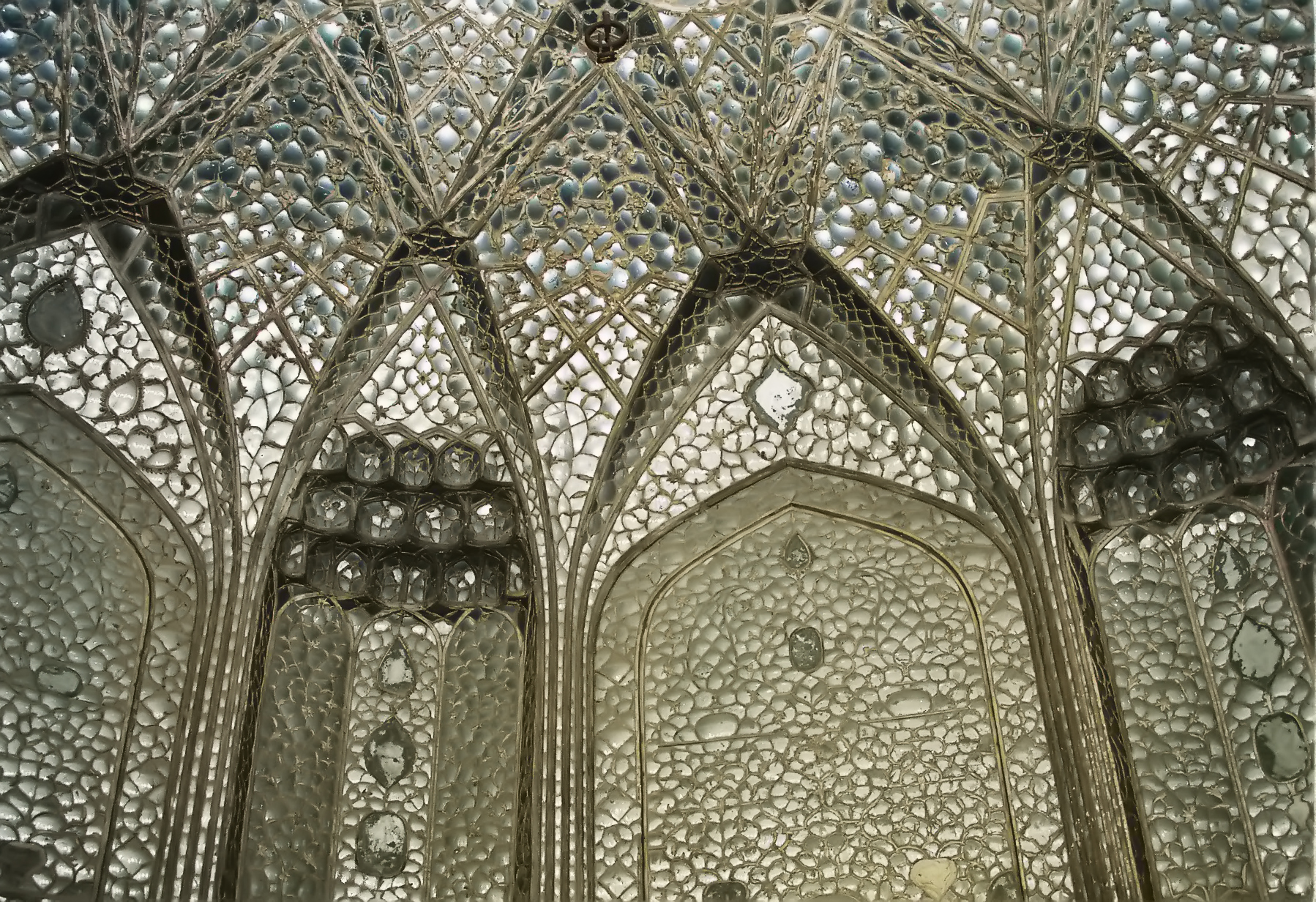
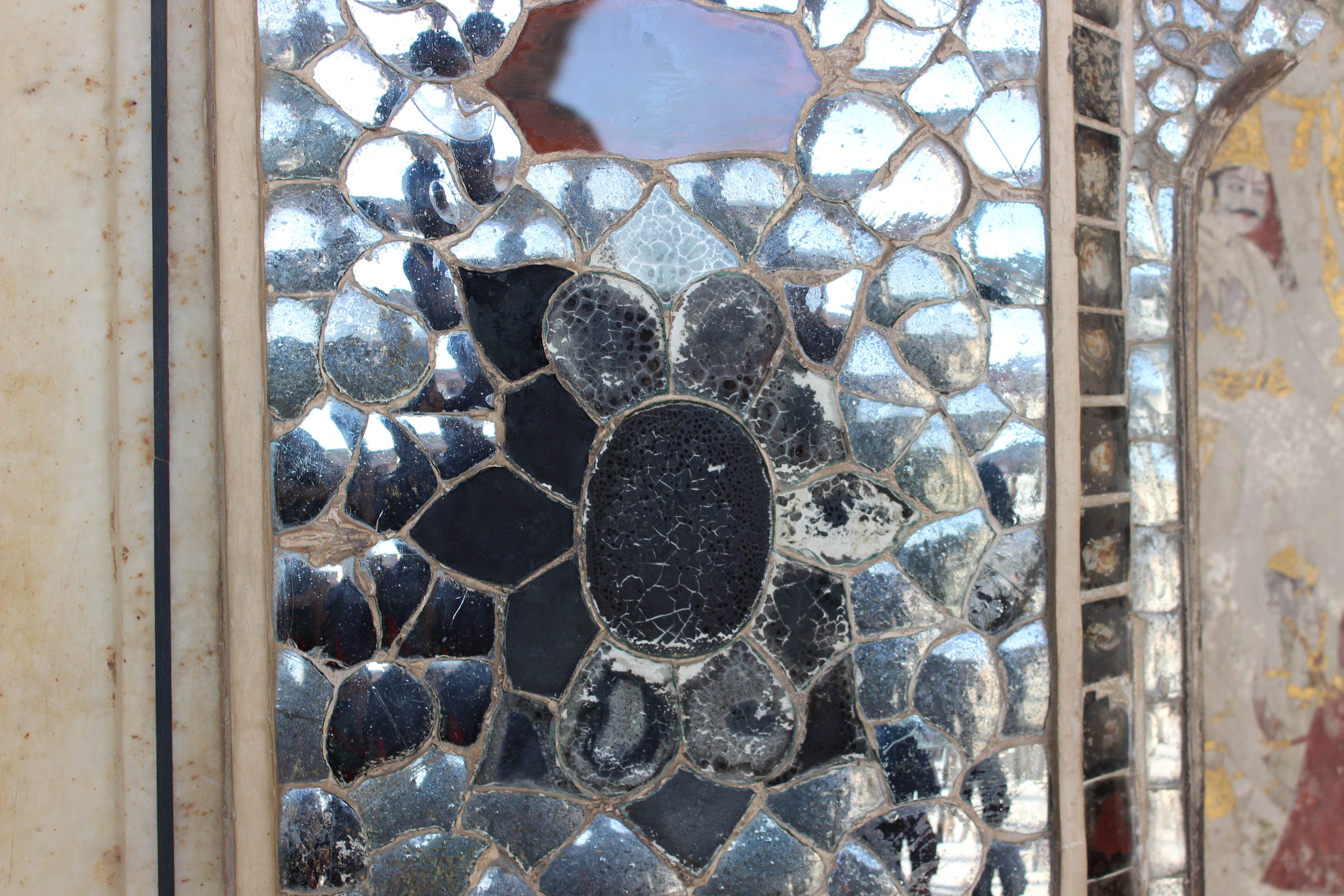
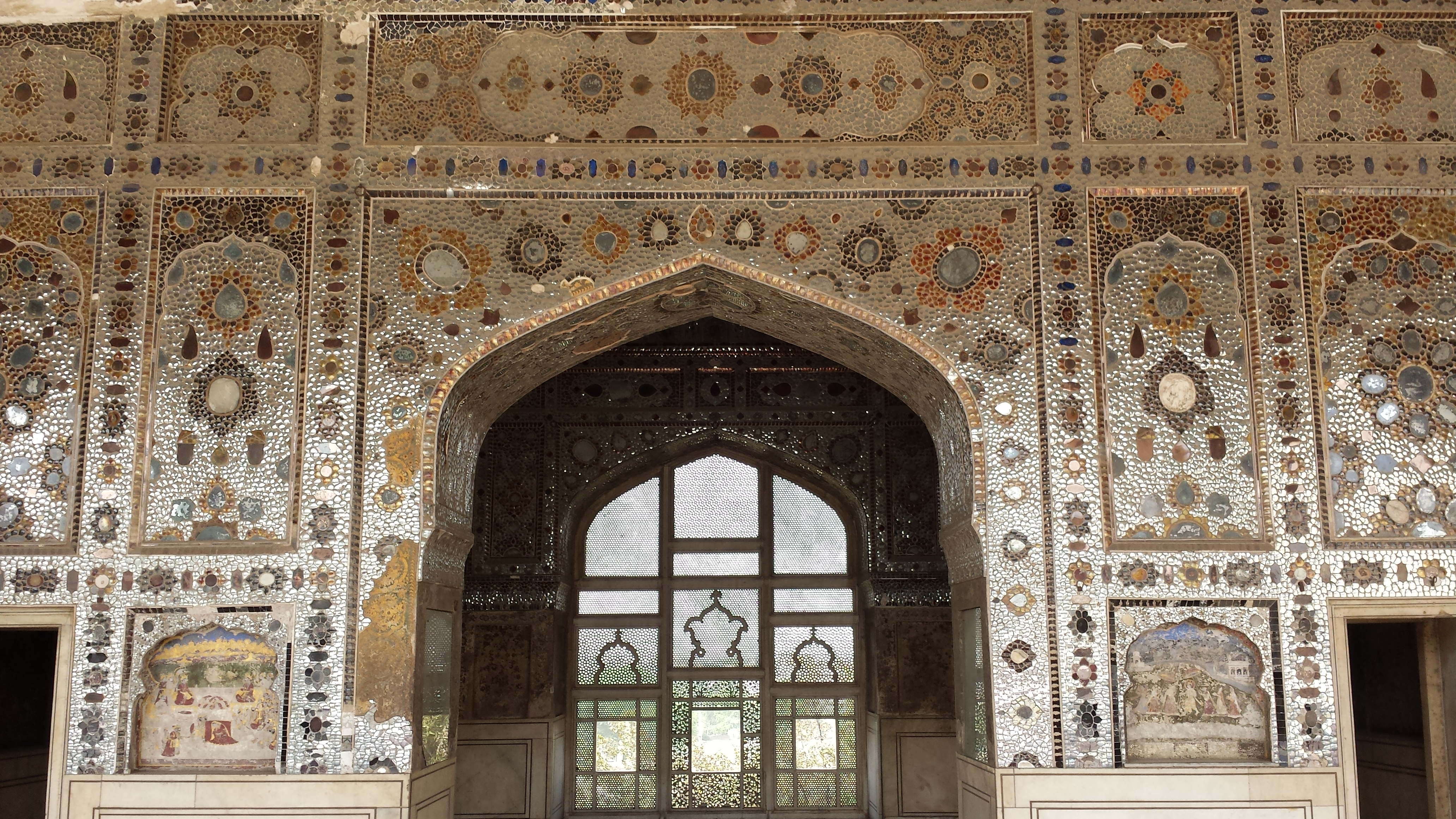
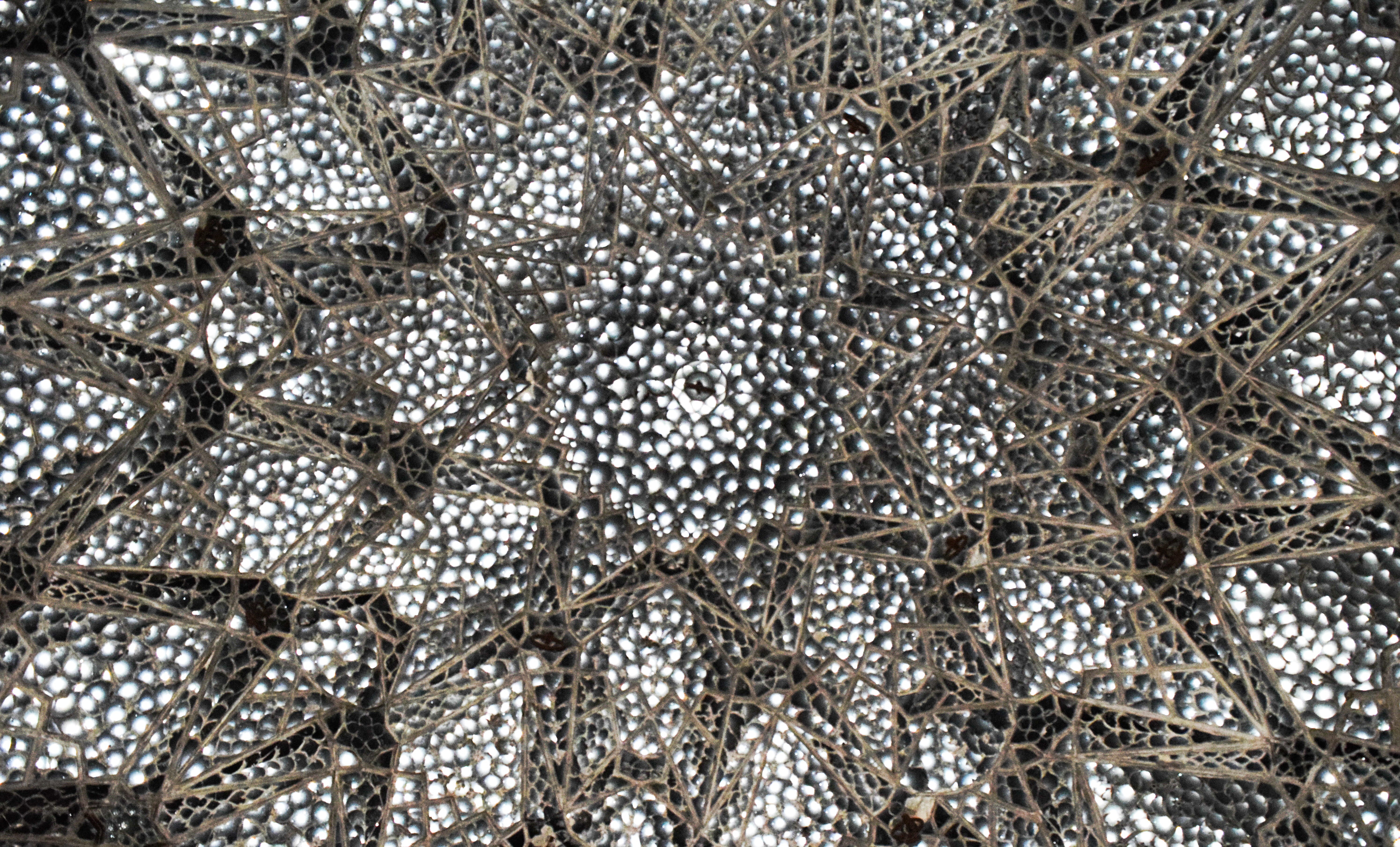
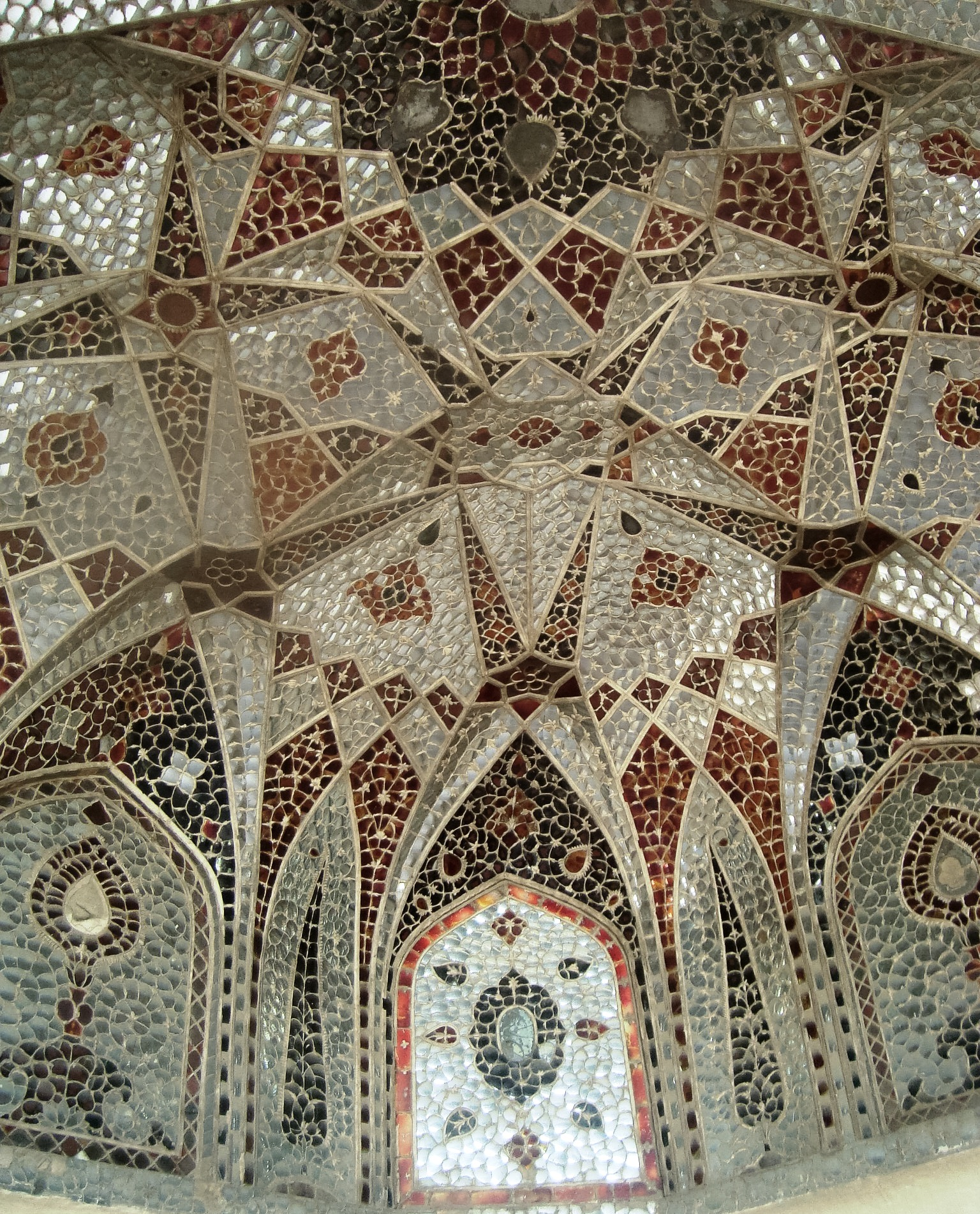
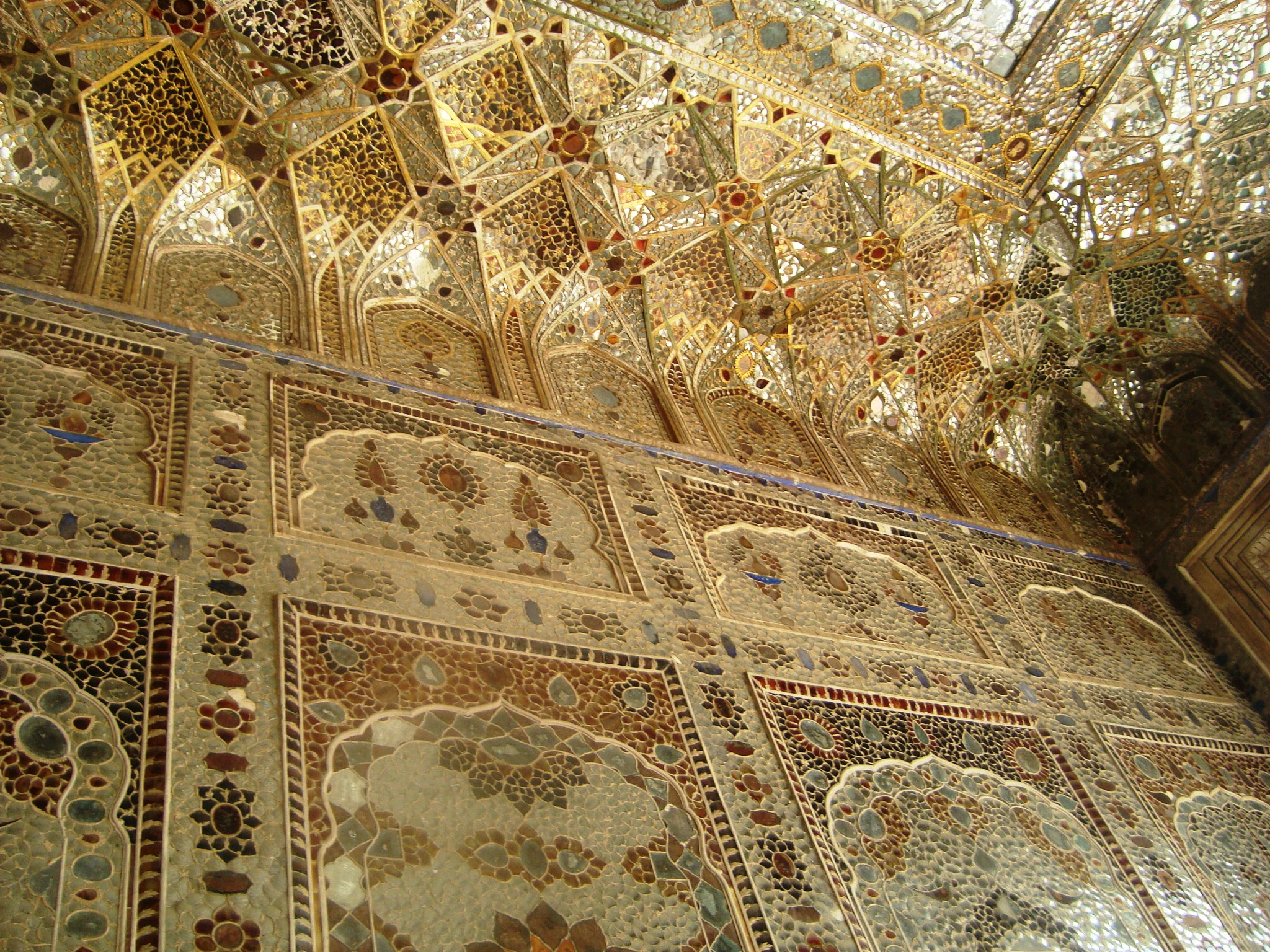
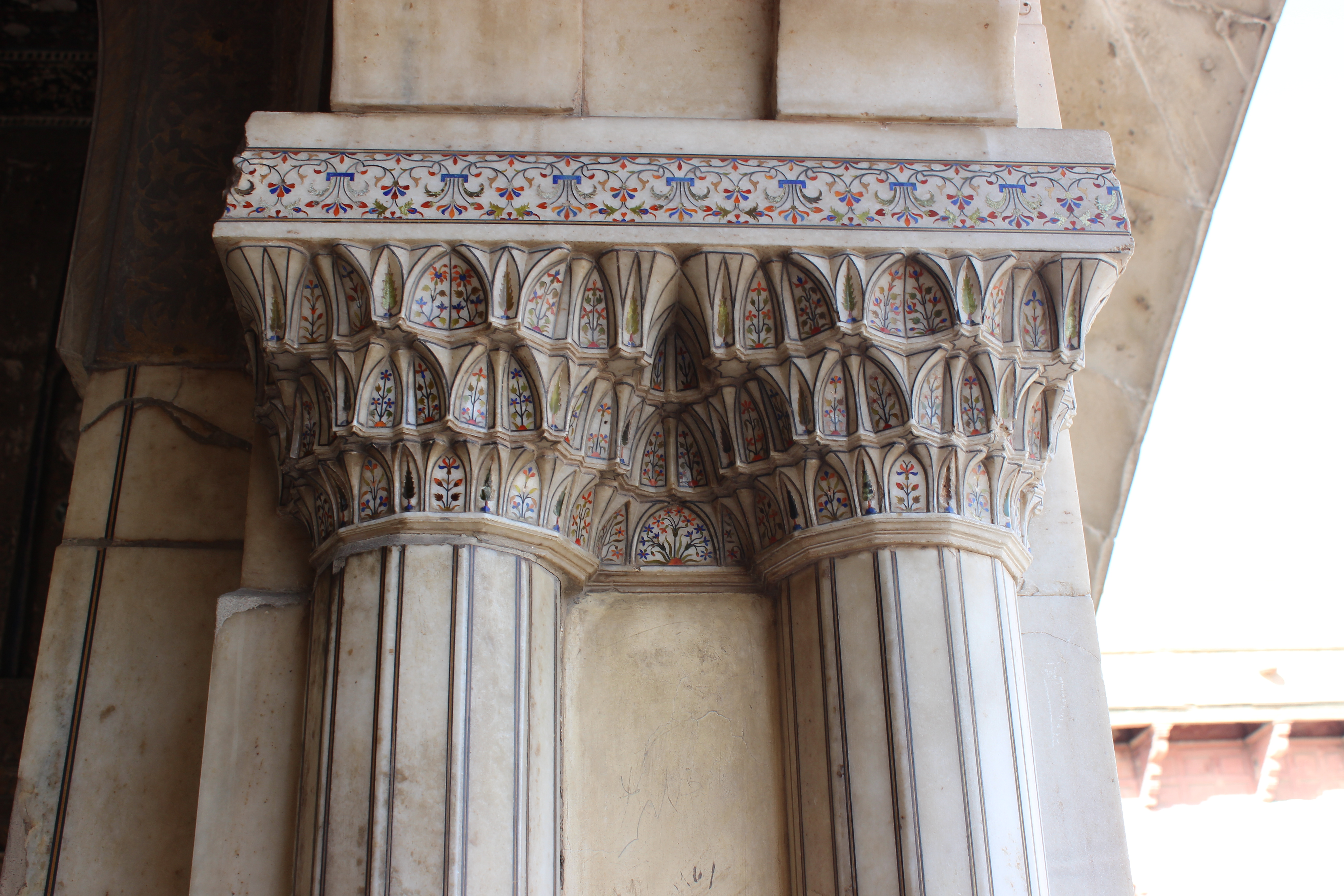
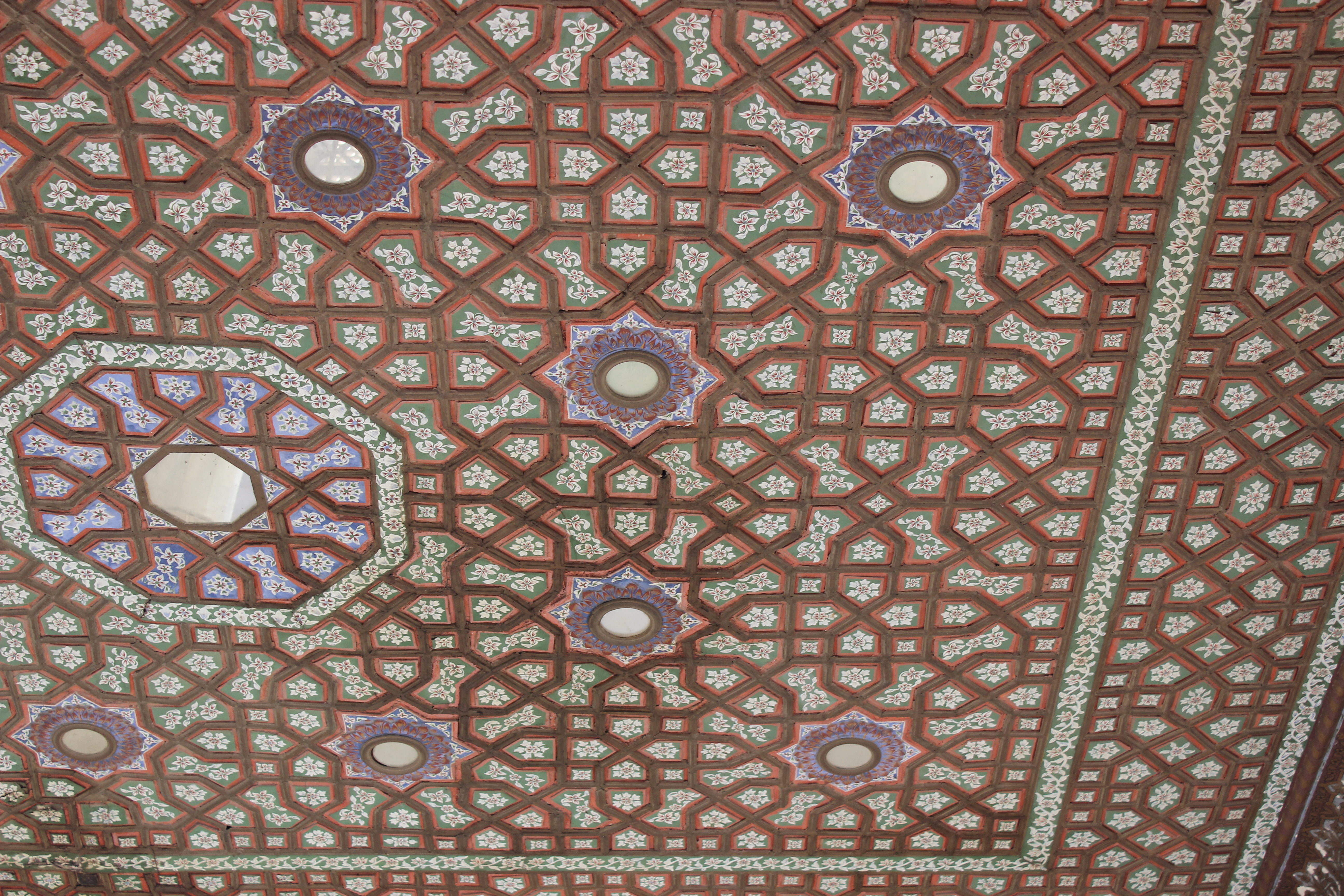
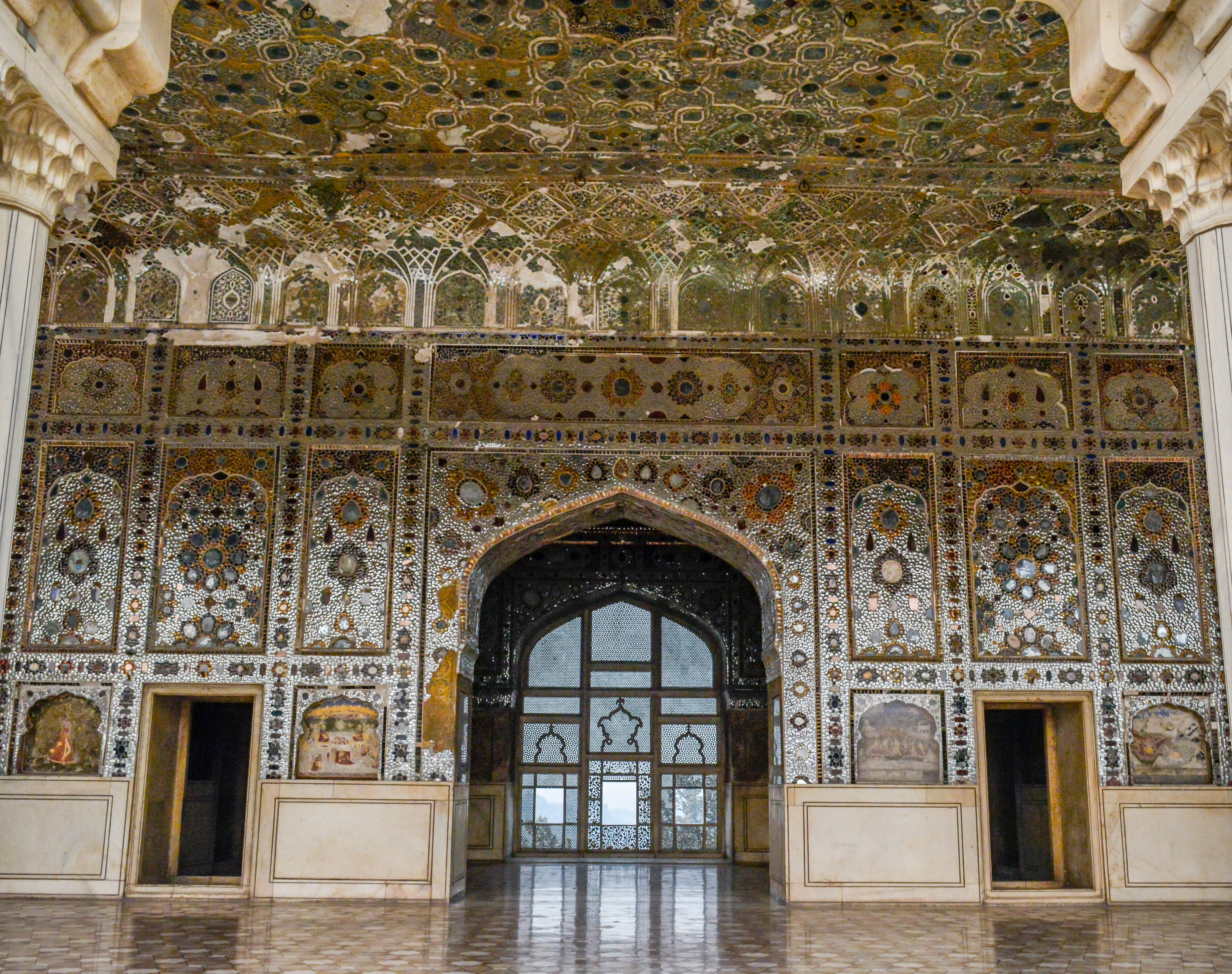
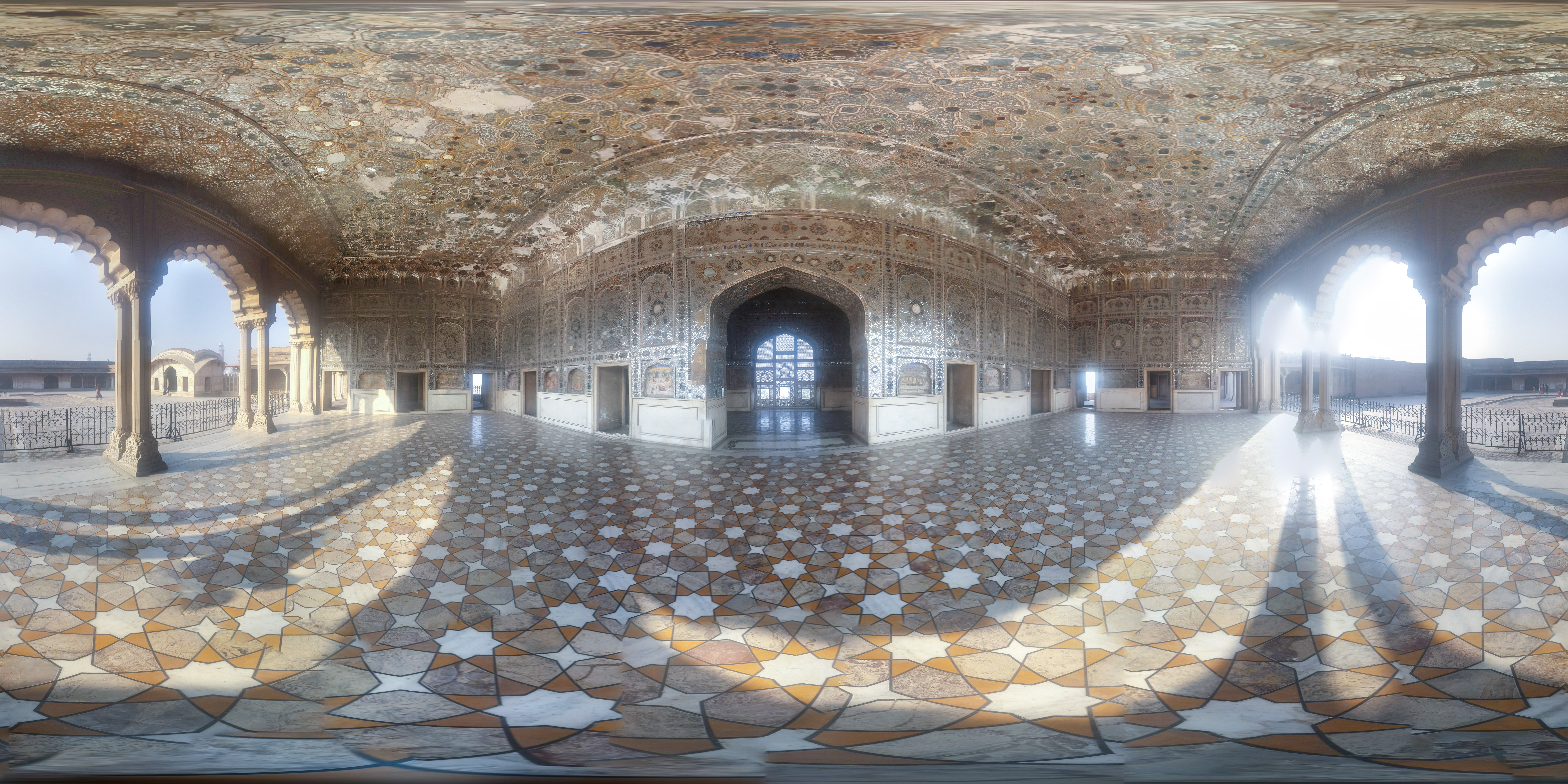
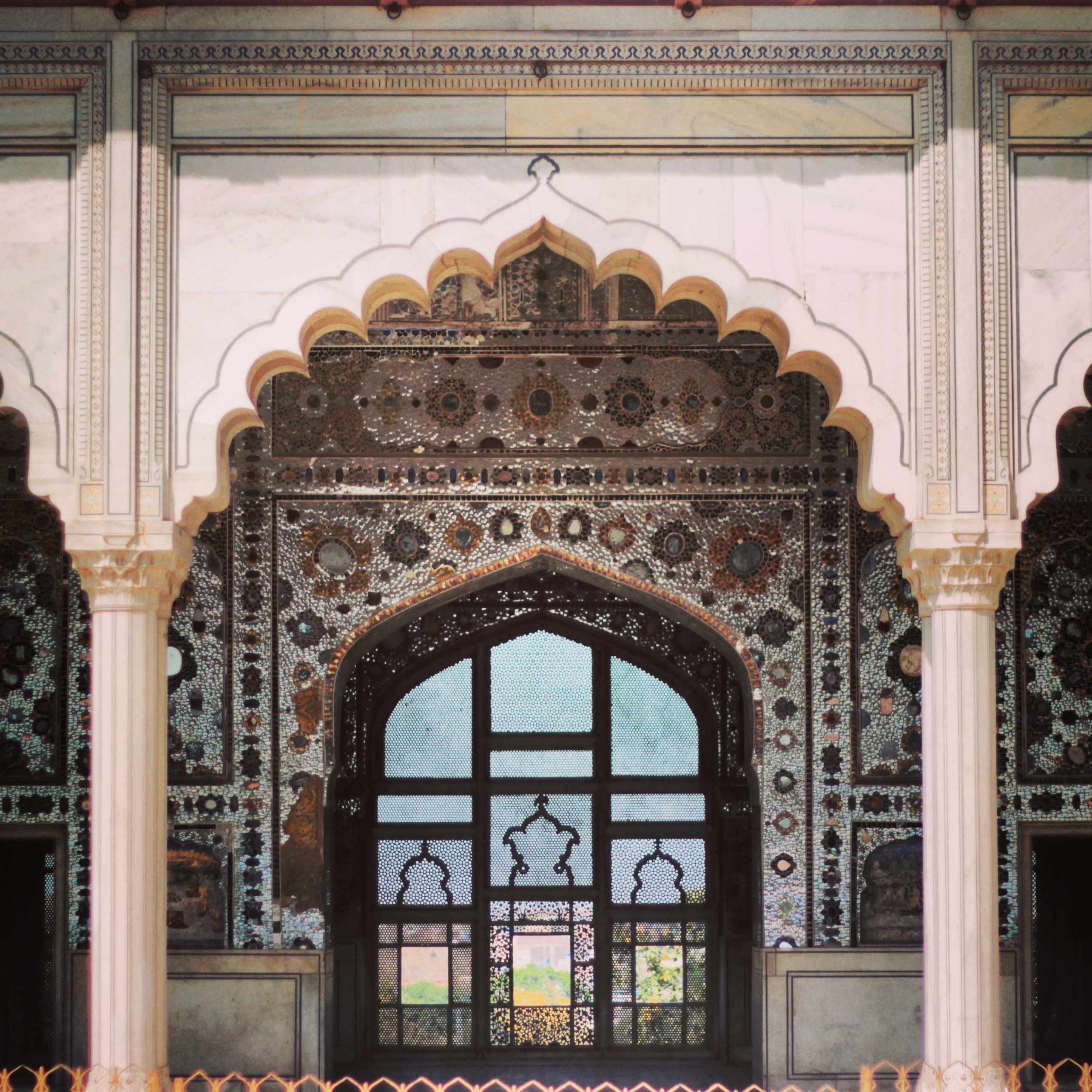
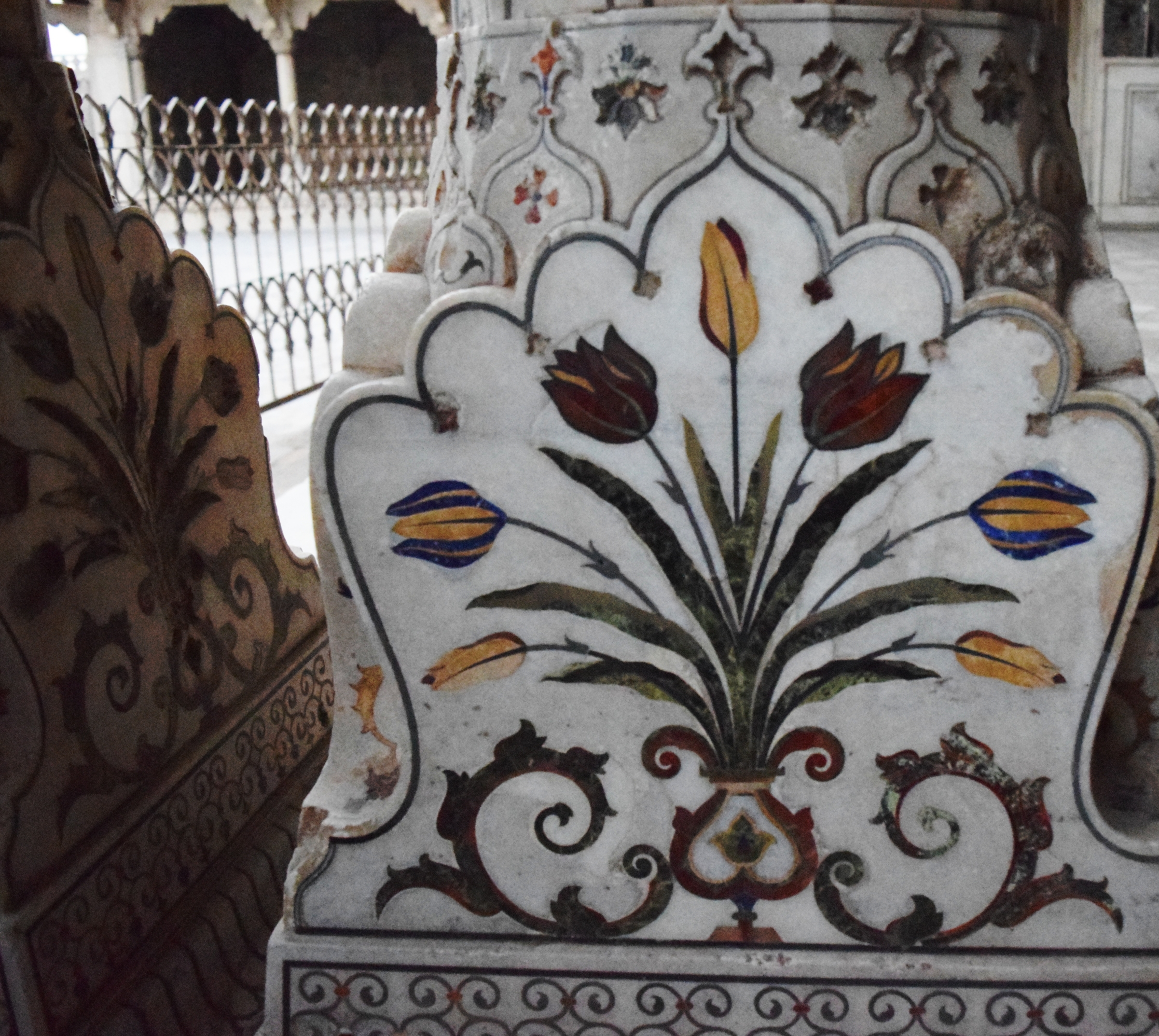
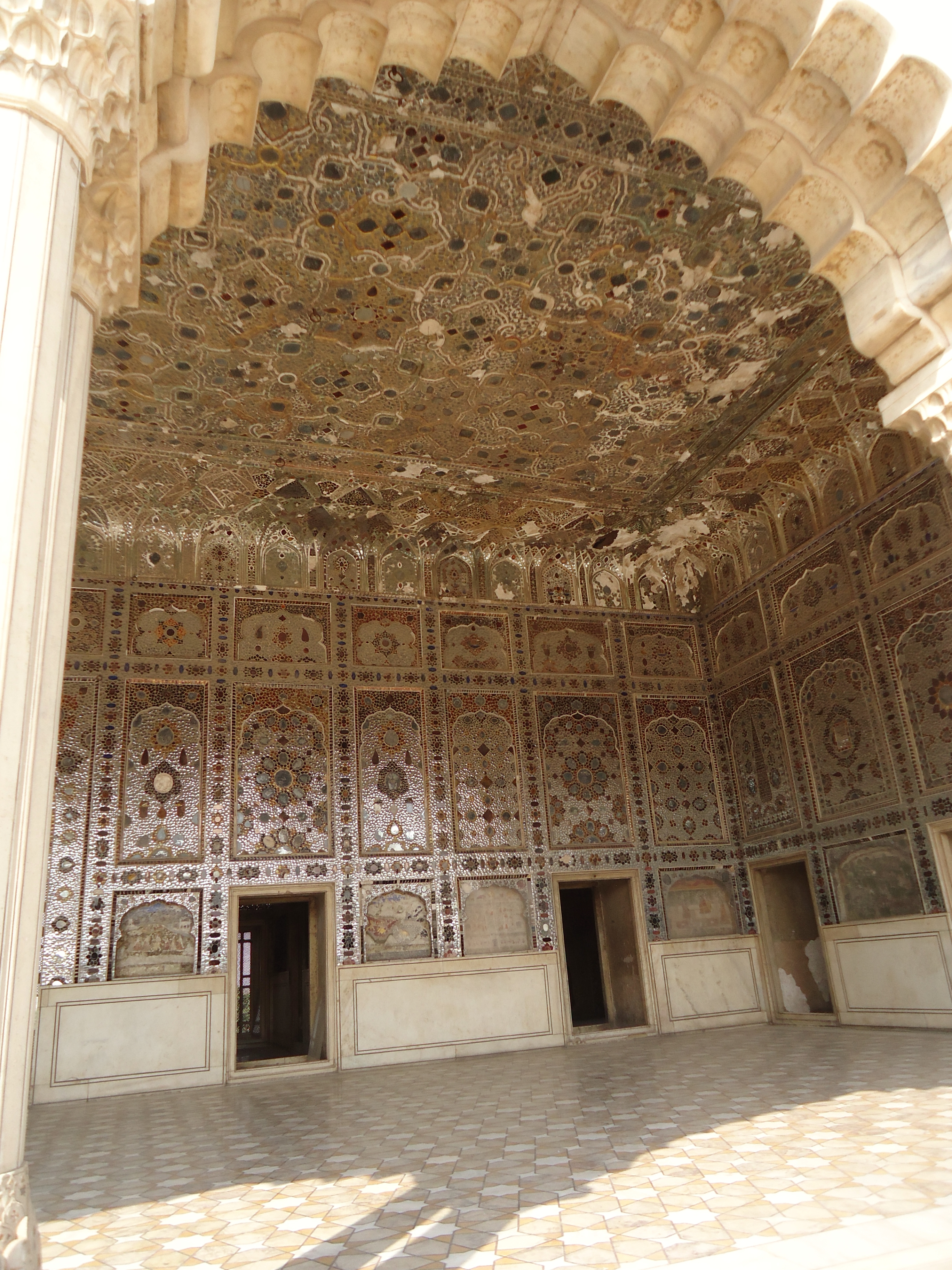
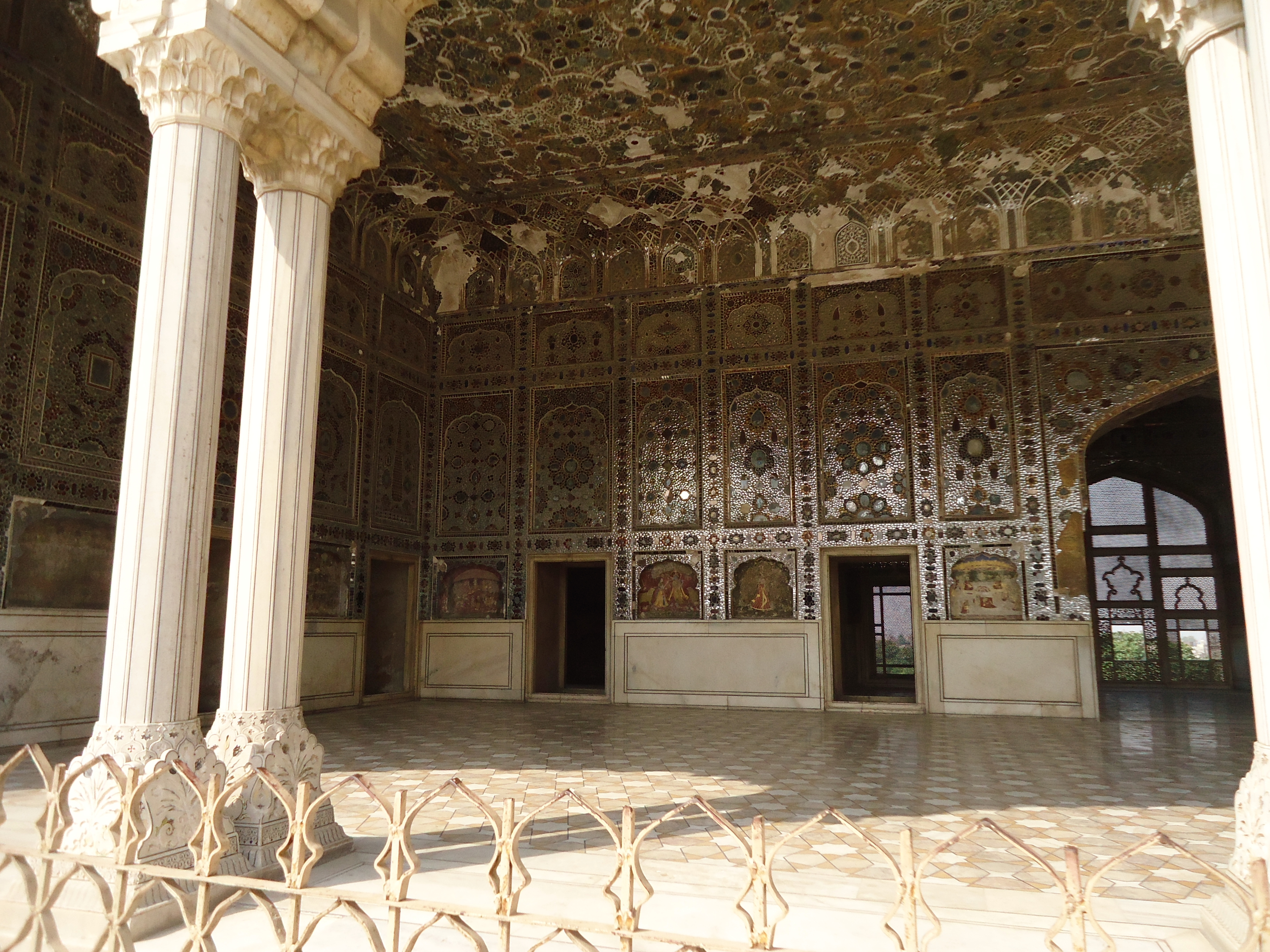
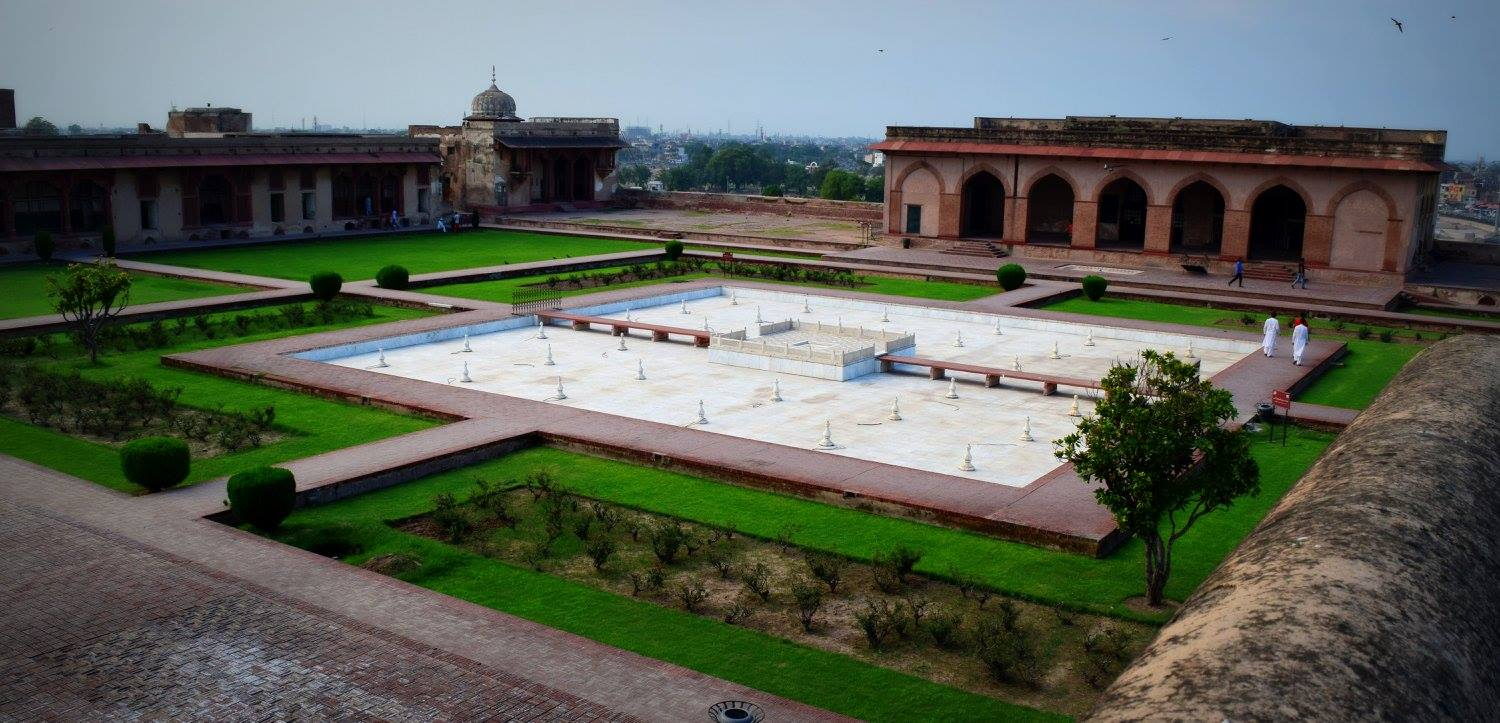
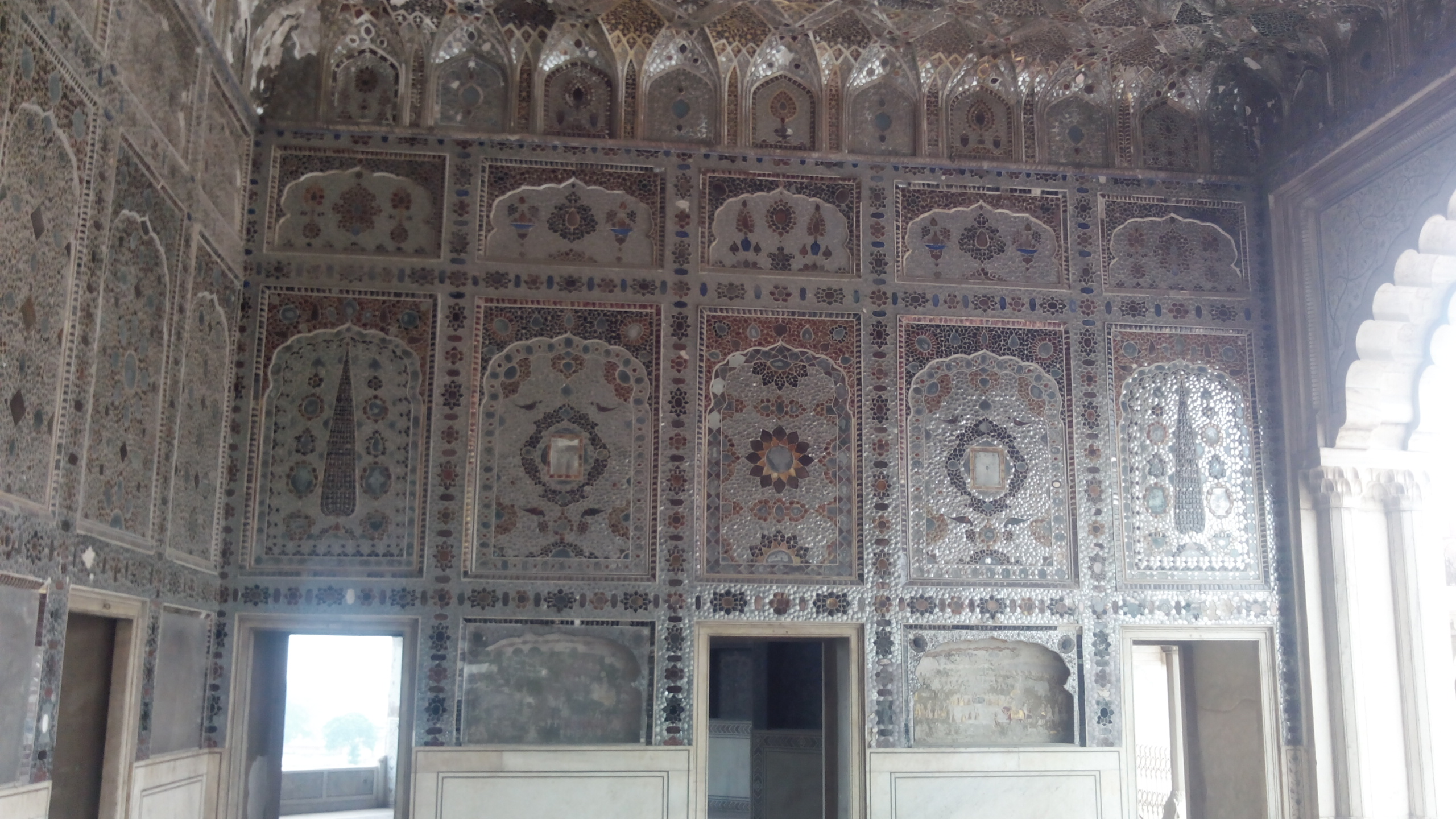

镜宫（Sheesh Mahal）位于拉合尔堡西北角。它建于莫卧儿帝国沙贾汗时期（1631–32年）。宫殿使用华丽的白色大理石建造，镶满极为精美的镜子。镜宫仅供皇家个人使用，是历任莫卧儿帝国皇帝在拉合尔堡内兴建的21座建筑之一，称为“拉合尔堡皇冠上的宝石”。 作为拉合尔堡建筑群的一部分，于1981年列为联合国教科文组织世界遗产。。